# Litsea palmatinervia
Litsea palmatinervia är en lagerväxtart som beskrevs av Benth. & Hook. f. och Emmanuel Drake del Castillo. Litsea palmatinervia ingår i släktet Litsea och familjen lagerväxter. Inga underarter finns listade i Catalogue of Life.